# Pogoń (herb)
Herb Wielkiego Księstwa Litewskiego, znany również jako Pogoń (biał. Паго́ня, lit. Vytis) – symbol Wielkiego Księstwa Litewskiego wywodzący się od dynastii Giedyminowiczów. Jeden z najstarszych herbów w Europie.
Obok Polskiego Orła, Pogoń przez dłuższy czas historii była uważana za nierozłączną część herbu Polski oraz część jej dziedzictwa narodowego.

## Blazonowanie
Istnieje wiele odmian herbu, różniących się głównie barwą poszczególnych elementów.
W polu czerwonym srebrny (w rozumieniu heraldycznym; na wizerunku: biały) rycerz w zbroi na tej samej barwy koniu wspiętym, z mieczem w prawej ręce, a w lewej ręce tarcza ze złotym krzyżem lotaryńskim (litewskim).
W „wersji litewskiej” (Vytis) tarcza, uprząż, siodło i pasy przedstawione są w kolorze niebieskim. W „wersji białoruskiej” elementy te są srebrne, w miejsce siodła jest długi czaprak, który przybiera wygląd skrzydła.
W wersji będącej herbem przedwojennego województwa wileńskiego tarcza i czaprak były barwy czerwonej, a uprząż konia – złota, zaś w herbie województwa poleskiego zarówno tarcza, jak i czaprak oraz uprząż były niebieskie.

## Etymologia
Nazwa Pogoń (od czasownika gonić) po raz pierwszy w dokumentach pojawia się w XVI w. Po unii lubelskiej w 1569 roku Pogoń została włączona do herbu Rzeczypospolitej Obojga Narodów. 

## Wygląd
Użycie uzbrojonego jeźdźca jako godła było szeroko rozpowszechnione w Europie. Herb Wielkiego Księstwa Litewskiego od samego początku wyróżniał się tym, że jeździec dzierżył miecz, a nie włócznię bądź proporzec. Takie przedstawienie jeźdźca pojawia się na Litwie ok. 1366 roku na pieczęci Olgierda. Potem jest przejęte przez kolejnych wielkich książąt, oprócz Kiejstuta, który posługiwał się wyłącznie pieczęcią pieszą. Jeździec z uniesionym mieczem pojawia się również na najstarszych monetach litewskich bitych ok. 1390 roku przez Jagiełłę. Wyjątek stanowią pieczęcie Jerzego, syna Lingwena oraz Włodzimierza, syna Olgierda, na których jeźdźcy, najprawdopodobniej pod wpływem ruskim, dzierżą włócznie.

## Historia
Choć historycy szacują rzeczywiste powstanie herbu na znacznie wcześniejsze, to najdawniejszy wizerunek Pogoni pochodzi z 1366 roku. Doszło wówczas do zawarcia traktatu pomiędzy Olgierdem (władcą Wielkiego Księstwa Litewskiego) i Kiejstutem (jego bratem), a Kazimierzem Wielkim (królem Korony Królestwa Polskiego). Traktat zwieńczony został pieczęcią, na której znajdowała się Pogoń. Wizerunek herbu nie zachował się do czasów obecnych, a jego wygląd znamy jedynie dzięki historykowi Tadeuszowi Czackiemu, który twierdził, że ją widział.

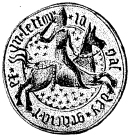
Pieczęć Jagiełły (z okresu lat 1377–1386)

Najstarszym zachowanym do czasów obecnych wizerunkiem Pogoni jest pieczęć Jagiełły, której używał w latach 1377–1386, jeszcze jako wielki książę litewski (przed panowaniem w Polsce).

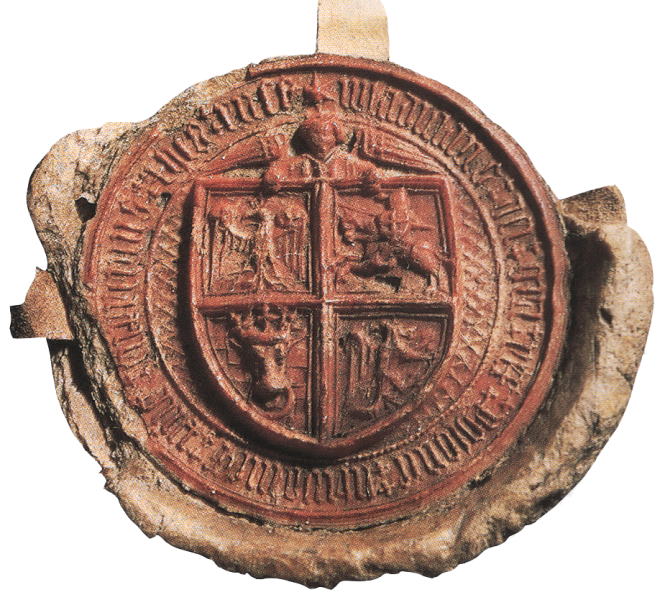
Pieczęć herbowa Władysława Jagiełły z 1386 roku przedstawiająca herby polski (Orzeł), litewski (Pogoń), kujawski i kaliski

Pierwotnie jeździec prezentuje zapewne samego wystawcę pieczęci lub monety, jego osobisty znak. Dopiero po objęciu przez Władysława Jagiełłę władzy w Polsce staje się w pełni heraldycznym herbem, kiedy pojawia się na pieczęci herbowej króla z 1386 roku.
W 1795 r., gdy Imperium Rosyjskie anektowało Białoruś, Pogoń została oficjalnie ustanowiona herbem tego regionu. Pod zaborem rosyjskim była herbem guberni wileńskiej (1878), guberni witebskiej (1856), guberni grodzieńskiej (1802), guberni połockiej (1781), obwodu białostockiego (1842). W latach 1816–1837 w herbie województwa augustowskiego, do 1866 w herbie guberni augustowskiej. W latach 1919–1939 znajdowała się w herbie województwa białostockiego. Po powstaniu niepodległej Litwy w 1918 roku Pogoń stała się jej herbem państwowym. Jako herb przyjęła ją również powstała w tym samym roku Białoruska Republika Ludowa. W latach 1991–1995 Pogoń była godłem państwowym Białorusi. Pogoń dała nazwę wielu klubom sportowym w Polsce (np. Pogoń Lwów, Pogoń Prudnik, Pogoń Siedlce, Pogoń Szczecin).

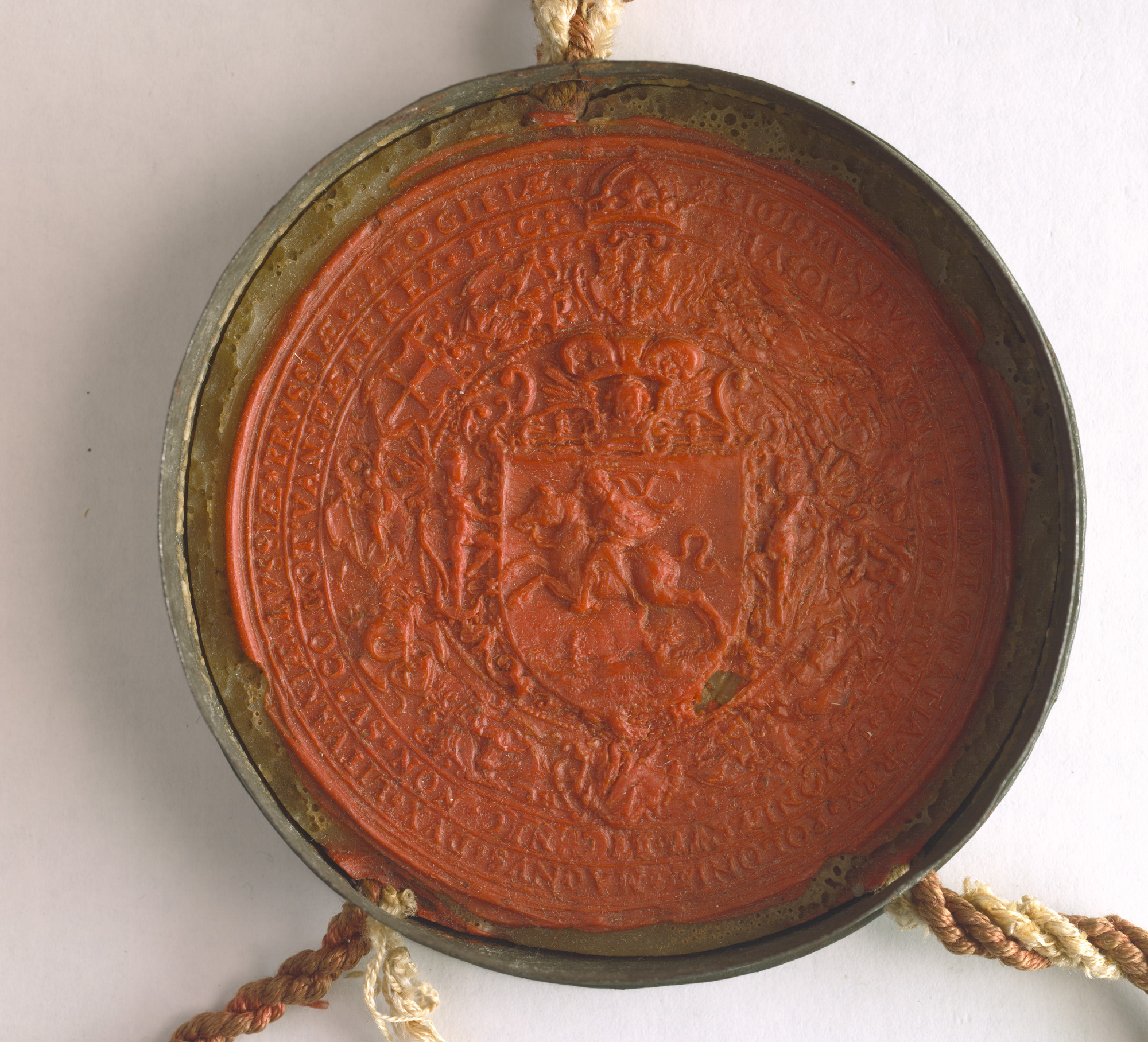
Pogoń przedstawiona na pieczęci Wielkiego Księstwa Litewskiego, tzw. wielkiej pieczęci litewskiej, rok 1623

Legenda herbowa: wspomnienie czasów, gdy książę Narymunt Gleb, umierając bezpotomnie, zwołał poddanych i wezwał ich, aby najwaleczniejszego z nich obrać władcą. Gdy Litwa przyjęła chrześcijaństwo, herbowemu rycerzowi dodano na tarczy podwójny krzyż.